# موريس أ. فيسل
موريس أ. فيسل (بالإنجليزية: Morris A. Wessel)‏ هو طبيب أطفال وأستاذ جامعي أمريكي، ولد في 1 نوفمبر 1917 في بروفيدنس في الولايات المتحدة، وتوفي في 20 أغسطس 2016.